# Campioni italiani assoluti di atletica leggera - Staffetta 4×1500 metri femminile
Questa pagina raccoglie un elenco di tutte le campionesse italiane dell'atletica leggera nella staffetta 4×1500 metri, inserita nel programma dei campionati italiani assoluti di atletica leggera femminili dal 1970 al 1995, con l'eccezione degli anni dal 1976 al 1982 e 1990.

## Albo d'oro
| Anno      | Società (atlete)                                                                                             | Prestazione           |
| --------- | --- | --------------------- |
| 1970      | AICS CG Dalmata Milano Barbati Burroni Vanni Testerini                                                       | 20'51"6               |
| 1971      | Snia Libertas Torino Corbella Paola Pigni Zina Boniolo Giuseppina Torello                                    | 18'53"2               |
| 1972      | Alco Torino R. Mauro Mara Cecchetti Zina Boniolo Giuseppina Torello                                          | 19'36"4               |
| 1973      | Alco Torino R. Mauro Mara Cecchetti Zina Boniolo Giuseppina Torello                                          | 19'35"2               |
| 1974      | Fiat Torino Mara Cecchetti Bruna Lovisolo Daniela Gregorutti Giuseppina Torello                              | 18'57"8               |
| 1975      | Libertas Torino Adriana Scabrosi Elena Rastello Luciana Zulberti Botta                                       | 19'36"8               |
| 1976-1982 | Gara non in programma                                                                                        | Gara non in programma |
| 1983      | SNIA Milano Stefania Colombo Laura Spagnoli Alessandra Corti Betty Molteni                                   | 18'44"92              |
| 1984      | SNIA Milano Stefania Colombo Rossana Morabito Betty Molteni Alessandra Corti                                 | 19'28"66              |
| 1985      | SNIA BPD Milano Stefania Colombo Alessandra Corti Betty Molteni Rosanna Munerotto                            | 18'37"07              |
| 1986      | Snam San Donato Sonia Crespiatico Alessandra Corti Monica Cittadini Laura Faccio                             | 18'20"0               |
| 1987      | Fiat Sud Formia Maura Viceconte Annalisa Scurti Maria Guida Manuela Enrietto                                 | 18'45"1               |
| 1988      | Oliosigillo Edas Ancona Stefania Savi Gasperini Luzzietti Carla Camerlengo                                   | 18'48"58              |
| 1989      | Fiat Sud Formia Maria Guida Magda Maiocchi Nives Curti Maria Curatolo                                        | 17'45"75              |
| 1990      | Gara non in programma                                                                                        | Gara non in programma |
| 1991      | SNIA BPD Milano Luisa Sella Valentina Tauceri Betty Molteni Laura Rovetta                                    | 18'15"72              |
| 1992      | Snam Gas Metano Caterina Cescofrare Paola Testa Nicoletta Tozzi Valentina Tauceri                            | 17'57"13              |
| 1993      | CUS Universitario Assicurazioni Bologna Patrizia Di Napoli Roberta Medri Patrizia Morreale Serenella Sbrissa | 18'15"38              |
| 1994      | Gruppo Sportivo Forestale Orietta Mancia Lucilla Andreucci Nadia Dandolo Nives Curti                         | 17'58"73              |
| 1995      | Gruppo Sportivo Forestale Orietta Mancia Maria Guida Lucilla Andreucci Elisa Rea                             | 17'43"79              |